# Pandora (Waterhouse)
Pandora és una pintura a l'oli creada el 1896 per John William Waterhouse.
És un quadre dedicat al personatge de Pandora qui, segons la mitologia grega, era la primera dona, creada per ordre de Zeus per introduir tots els mals en la vida dels homes, després que Prometeu, en contra de la voluntat divina, els atorgués el do del foc.
El moment recreat és aquell en el qual Pandora s'apresta a obrir el cofre que tancava els mals del gènere humà (la vellesa, la malaltia, la passió, la pobresa i uns altres).
La seva curiositat va causar que tots, a excepció de l'esperança, s'escapessin i disseminessin pel món.
El tema, molt representat des de l'antiguitat, va ser il·lustrat pel també pintor prerafaelita Dante Gabriel Rossetti a la seva obra Pandora.